# بانی دون (کالیفرنیا)
بانی دون (به انگلیسی: Bonny Doon) یک منطقهٔ مسکونی در ایالات متحده آمریکا است که در شهرستان سانتا کروز، کالیفرنیا واقع شده‌است. بانی دون ۴۳٫۲۲ کیلومتر مربع مساحت و ۱۲٬۵۳۸ نفر جمعیت دارد و ۴۴۹٫۸۹ متر بالاتر از سطح دریا واقع شده‌است.